# Колібаші (Мехедінць)
Колібаші (рум. Colibași) — село у повіті Мехедінць в Румунії. Входить до складу комуни Маловец.
Село розташоване на відстані 267 км на захід від Бухареста, 12 км на північний схід від Дробета-Турну-Северина, 95 км на північний захід від Крайови.

## Населення
За даними перепису населення 2002 року у селі проживали 365 осіб, усі — румуни. Усі жителі села рідною мовою назвали румунську.